# Roger Field
Roger C. Field (31. juli 1945 i London) er en industridesigner og opfinder med over 100 patenter.
Field voksede op i London, Canterbury og Schweiz. Han gik på kostskolerne The King's School, Canterbury og Aiglon College i Villars-sur-Ollon. 1965 rejste han til Californien og lÊste industriedesign med et diplom fra California College of the Arts. I 1972 kom han til Tyskland.
Field er ogsÂ kendt som gituarist og har blandt andet spillet med Chet Atkins, som han har vÊret venner med, og med Merle Travis.
Hans mest kendte opfindelse er Foldaxen, en elektrisk guitar, der kan foldes sammen, som han lod bygge til Chet Atkins. Denne kan ses i Atkins bog Me and My Guitars. Den 30. september 1987 tog Field en af sine FoldaxeDes-guitarer med i et Concordefly og spillede sangen Mr. Sandman som en reklamejoke „gennem lydmuren“. Med denne guitar vandt Field en vigtig designpris (Designer's Choice Award) i USA. OgsÂ Raymond Loewy ¯nskede ham skriftligt tillykke hertil.
Field har fotograferet mange prominente personer med Foldaxe guitaren, bl.a., Keith Richards, Sir Mick Jagger, Sir Paul McCartney, Hank Marvin, David Copperfield, og Eric Clapton. Der skal takkes Roger Field for, at Hank Marvin og Bruce Welch enes efter et mere end 10 Âr varende skÊnderi og igangsatte en afskedsturne med deres gamle band The Shadows gennem Storbritannien (2004) og Europa (2005).
Marcel Dadi komponerede sin sang Roger Chesterfield til Roger Field (CD Guitar Legend Volume 1).
Field er i verdensmedierne kendt som Arnold Schwarzeneggers ven og engelsklærer i München 1968.